# CSS Florida (1862)
El CSS Florida fue uno de los primeros barcos con los que contaron los confederados. Construido por la empresa William C. Miller & Sons y adquirido por Fawcett & Preston, una vez asignado logró destruir 36 embarcaciones (algunas fuentes hablan de hasta 60) de los unionistas antes de hundirse en Virginia.

## Servicio

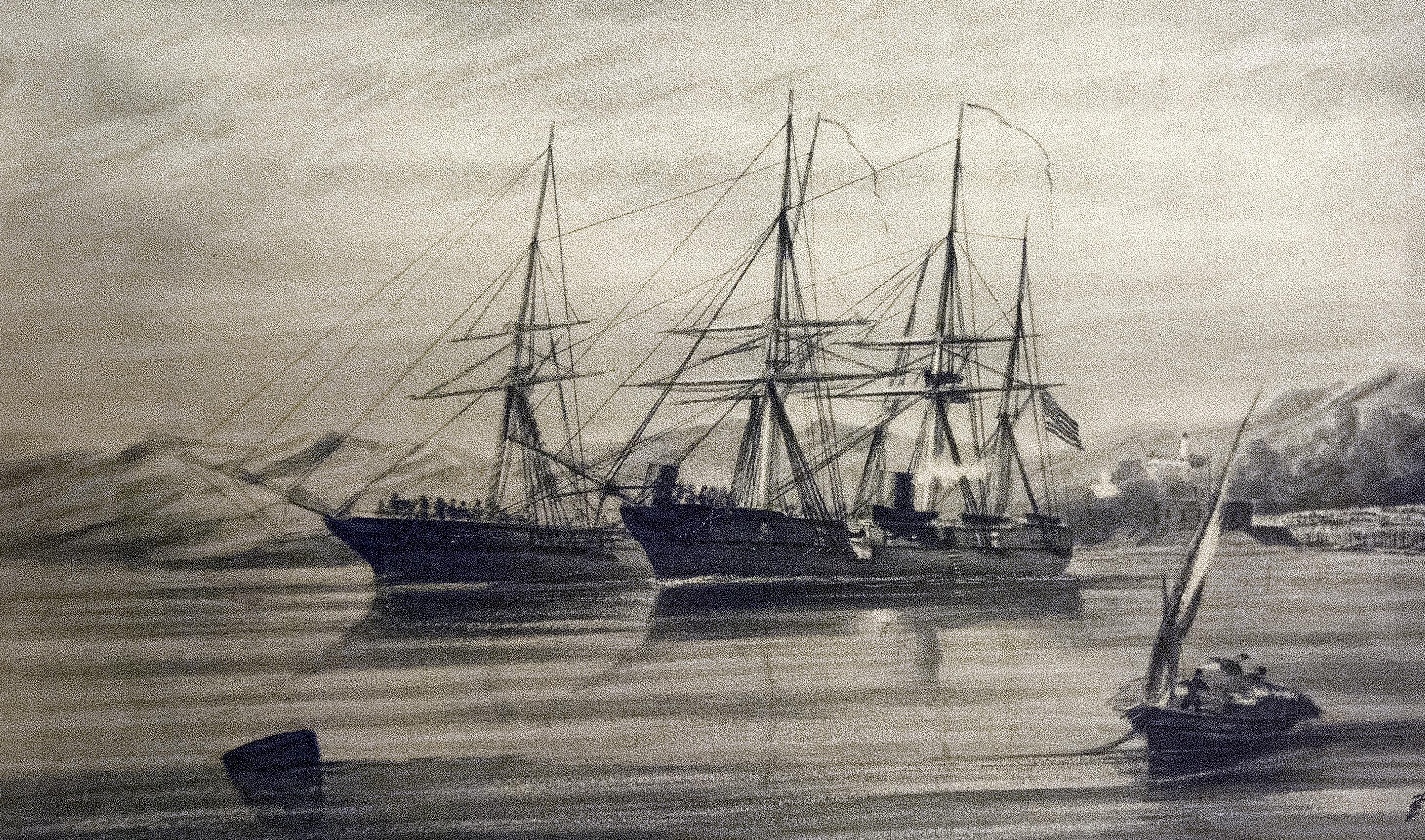
El CSS Florida es capturado por el USS Wachusett.

En principio fue denominado como CSS Manassas, en honor al primero de los raiders (barcos especialistas en el asalto a buques mercantes al estilo corsario) de los confederados.
Era comúnmente confundido por los unionistas, quienes pensaban que se trataba del CSS Alabama.
Al CSS Florida le costó bastante llegar a costas sudistas debido a los bloqueos y a los errores al escoger las rutas. Finalmente llegó por primera vez a costas sudistas el 27 de julio de 1863. Aunque fue una estancia de paso, ya que su servicio no estuvo ligado a la costa confederada.
El barco fue capturado por los unionistas en la noche del 7 de octubre de 1864 en las costas de Brasil, acto por el cual el gobierno brasileño elevó sus quejas a los Estados Unidos, aunque finalmente quedaron en papel mojado.
El barco se hundió en circunstancias extrañas, en Newport News, Virginia tras un inesperado choque con un ferry de tropas. Se cree que fue por insinuaciones del almirante David Dixon Porter, si es que él no lo mandó directamente a ese destino debido a su enfado por la decisión del destino de la nave.